# Berga rote
Berga rote var en av de tio rotar som fanns i Västerhaninge socken mellan åren 1792 och 1895. Den har fått sitt namn efter Berga gård. År 1792 delades det då existerande Berga rote i två delar, det nya Berga rote och Fors rote.

## Gårdar i Berga rote
Berga rote innehöll de tre gårdarna Berga, Dalby och Kapp-Ekeby. Enligt kartor från 1600-talet fanns två gårdar i Dalby men dessa försvann när ägorna på 1800-talet lades under Berga säteri. Även Kapp-Ekeby hade två gårdar enligt dokument från 1600-talet men dess ägor lades även de under Berga.